# متیو ولز (بازیکن هاکی روی چمن)
متیو ولز (انگلیسی: Matthew Wells؛ زادهٔ ۲ مه ۱۹۷۸) بازیکن هاکی روی چمن اهل استرالیا است  که در مسابقات کشوری و بین‌المللی در مجموع برندهٔ ۵ مدال طلا، ۴ مدال نقره، ۳ مدال برنز شده‌است.